# Atsumi-Halbinsel
Die Atsumi-Halbinsel (jap. 渥美半島 Atsumi-hantō) ist eine Halbinsel an der Ostküste von Honshū in der Präfektur Aichi in Japan.
Sie liegt westlich von Toyohashi und trennt die Ise-Bucht im Westen von der Mikawa-Bucht im Norden, wobei diese hier auch Atsumi-Bucht genannt wird. Zu den Gemeinden und Städten auf der Halbinsel gehören Tahara und Toyohashi, von der Antike bis zum frühen 3. Jahrtausend der Landkreis (kōri/-gun) Atsumi der Provinz Mikawa.
Der westlichste Punkt ist Kap Irago (伊良湖岬, Irago-misaki).

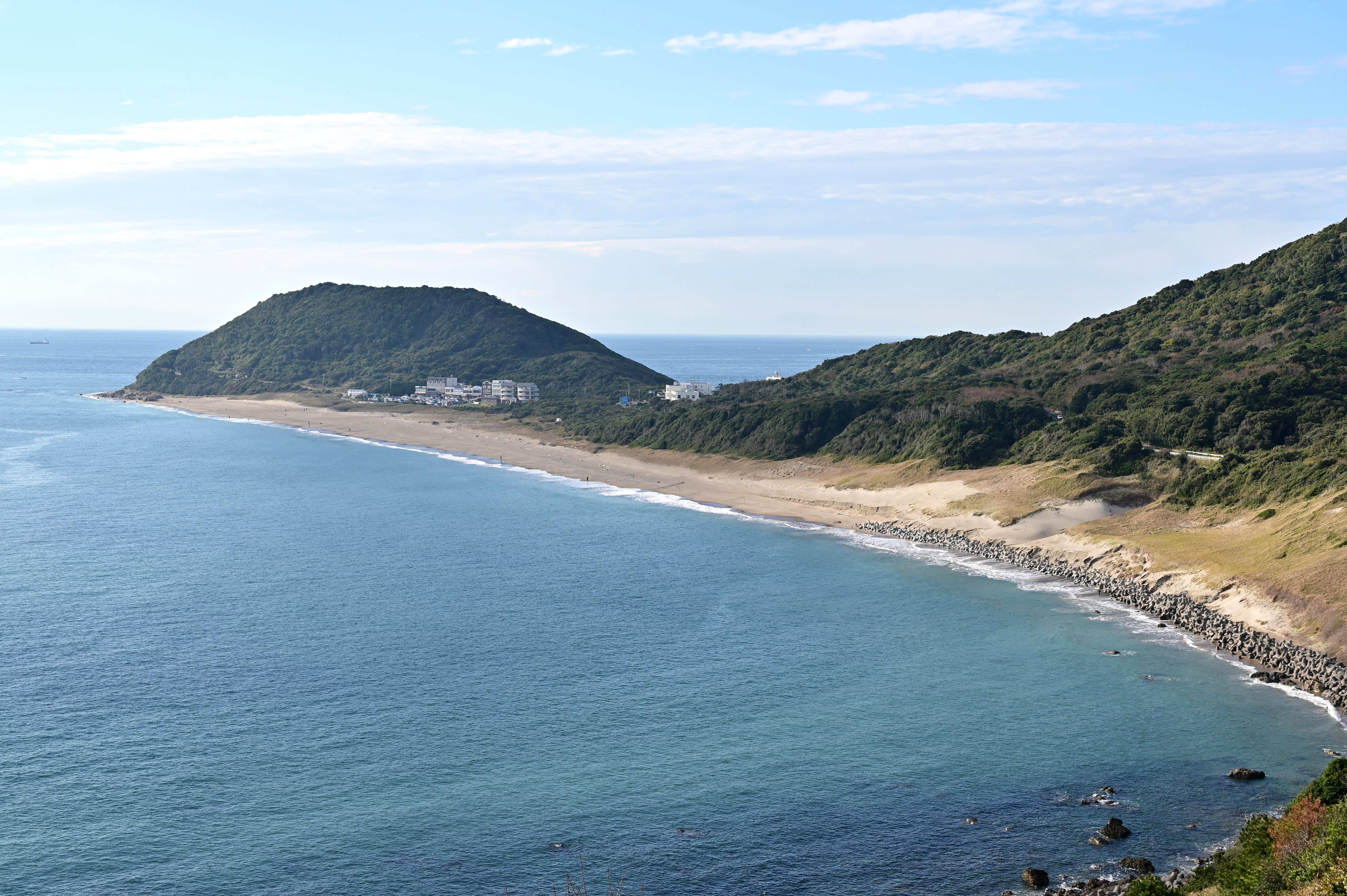
Kap Irago